# Canton de Chaillé-les-Marais
Le canton de Chaillé-les-Marais est une ancienne division administrative française située dans le département de la Vendée et la région des Pays-de-la-Loire.
Créé en 1790 en tant que canton de Chaillé et connu sous ce nom jusqu’en 1801, il est supprimé en avril 2015 à la suite d’un découpage cantonal opéré en 2014.

## Histoire
Sous la Révolution française, pendant la mise en œuvre des décrets de l’Assemblée nationale concernant la division du royaume en 83 départements (15 janvier et 16 février 1790), un décret particulier du 26 janvier 1790 porte implicitement création du canton au sein du district ; les textes de la Constituante sont par la suite ordonnés dans des lettres patentes de Louis XVI données le 4 mars 1790. La division admet alors un chef-lieu fixé dans la municipalité de Chaillé.
Le maintien du canton est projeté dans la loi concernant la division du territoire de la République et l’administration du 28 pluviôse an VIII (17 février 1800). Aussi, en vertu de l’arrêté du 9 brumaire an X (31 octobre 1801), deux communes rejoignent le canton (Le Gué-de-Velluire et L’Île-d’Elle).
Le 18 janvier 1893, la commune de Moreilles est érigée à partir de parcelles des communes de Champagné et de Sainte-Radégonde-des-Noyers.
Le 9 avril 1906, la commune de La Taillée est érigée à partir de parcelles de la commune de Vouillé-les-Marais.
| Janvier 1790 | Octobre 1801 | Janvier 1893 | Avril 1906 |
| ------------ | ------------ | ------------ | ---------- |
| 5            | 7            | 8            | 9          |

## Dénomination
Le canton est créé le 26 janvier 1790 sous le nom de « canton de Chaillé ».
Alors que l’arrêté du 9 fructidor an V (27 août 1801) relatif à la dénomination des communes et arrondissements de justices de paix prescrit comme graphie officielle de la commune et du canton celle contenue dans les tableaux de division en justices de paix, l’arrêté du 9 brumaire an X (31 octobre 1801) portant réduction des justices de paix du département de la Vendée attribue à la commune abritant le chef-lieu du canton le nom de Chaillé-les-Marais. Le canton est donc connu sous ce nom jusqu’à sa suppression.

## Géographie

### Situation administrative
Administrativement, le canton se situe au sein du département de la Vendée, dans le district de Fontenay-le-Comte de 1790 à 1795. À partir de la loi concernant la division du territoire de la République et l’administration (17 février 1800), le canton relève du troisième arrondissement départemental, baptisé, au sens de l’arrêté du 9 brumaire an X (31 octobre 1801), « arrondissement de Fontenay ».

### Surfaces et altitudes
| Commune                     | Surface (ha) | Altitude (m) | Altitude (m) |
| Commune                     | Surface (ha) | Mini         | Maxi         |
| --------------------------- | ------------ | ------------ | ------------ |
| Chaillé-les-Marais          | 4 010        | 0            | 23           |
| Champagné-les-Marais        | 4 983        | 0            | 6            |
| Le Gué-de-Velluire          | 1 284        | 0            | 39           |
| L’Île-d’Elle                | 1 920        | 1            | 30           |
| Moreilles                   | 1 979        | 0            | 6            |
| Puyravault                  | 1 725        | 0            | 7            |
| Sainte-Radégonde-des-Noyers | 3 141        | 0            | 7            |
| La Taillée                  | 1 155        | 0            | 7            |
| Vouillé-les-Marais          | 905          | 0            | 12           |

## Composition

### Découpage du26 janvier 1790
| Municipalité                | Période   | Réf. |
| --------------------------- | --------- | ---- |
| Chaillé (chef-lieu)         | 1790-1801 | ,    |
| Champagné                   | 1790-1801 | ,    |
| Puiravault                  | 1790-1801 | ,    |
| Sainte-Radégonde-des-Marais | 1790-1801 | ,    |
| Vouillé                     | 1790-1801 | ,    |

### Découpage du 9 brumaire anX
| Commune                        | Période   | Réf. |
| ------------------------------ | --------- | ---- |
| Chaillé-les-Marais (chef-lieu) | 1801-2015 | ,    |
| Champagné                      | 1801-2015 | ,    |
| L’Île-d’Elbe                   | 1801-2015 | ,    |
| Legué                          | 1801-2015 | ,    |
| Puiraveau                      | 1801-2015 | ,    |
| Sainte-Radégonde-des-Noyers    | 1801-2015 | ,    |
| Vouillé-les-Marais             | 1801-2015 | ,    |

## Représentation

### Conseillers généraux de 1833 à 2015
Le canton de Chaillé-les-Marais est la circonscription d’élection d’un des membres du conseil général de la Vendée, désigné lors des élections cantonales.
| Période                      | Période               | Identité          | Étiquette | Qualité |
| ---------------------------- | --------------------- | ----------------- | --------- | --- |
| 14 novembre 1833             | 20 août 1848          | Prosper Priouzeau |           | Propriétaire à Moreilles (Champagné)                                                                                                 |
| 20 août 1848                 | 11 juin 1870          | Augustin Charrier |           | Médecin Maire de Chaillé-les-Marais (1839-1865)                                                                                      |
| 11 juin 1870                 | 1891 (démissionnaire) | Achille Auger     |           | Notaire et juge de paix à Champagné-les-Marais                                                                                       |
| 6 avril 1891                 | 28 juillet 1907       | Eugène Mingaud    |           | Propriétaire Maire de Chaillé-les-Marais (1865-1908)                                                                                 |
| 28 juillet 1907              | 14 décembre 1919      | Amand Périer      | PR        | Médecin Maire de Champagné (1892-1919) Membre de la Chambre des députés, élu dans la Vendée (1910-1919)                              |
| 14 décembre 1919             | 18 octobre 1931       | Jean Poissonnet   |           | Cultivateur Maire de Puyravault (1893-1935)                                                                                          |
| 18 octobre 1931              | 12 octobre 1940       | Fernand Gadras    | PR        | Vétérinaire à Chaillé-les-Marais |
| Vacance du siège (1940-1945) |                       |                   |           | |
| 23 septembre 1945            | 17 avril 1955         | Fernand Gadras    | PR        | Vétérinaire à Chaillé-les-Marais |
| 17 avril 1955                | 4 juin 1961           | Paul Marteil      | DVD       | Médecin à Chaillé-les-Marais |
| 4 juin 1961                  | 4 juillet 1972        | Fernand Gadras    | PR        | Vétérinaire à Chaillé-les-Marais |
| 4 juillet 1972               | 27 mars 1998          | Pierre Métais     | PS        | Directeur d’école publique Maire de Champagné-les-Marais (1965-1995) Membre de l’Assemblée nationale, élu dans la Vendée (1981-1993) |
| 27 mars 1998                 | 1er avril 2004        | Guy Grelaud       | DVG       | Directeur d’école publique Maire de Chaillé-les-Marais (1995-2014)                                                                   |
| 1er avril 2004               | 2 avril 2015          | Daniel Ringeard   | PS        | Chef d’entreprise à la retraite Maire de Champagné-les-Marais (1995-2014)                                                            |

### Conseillers d'arrondissement (de 1833 à 1940)
| Période                                  | Période          | Identité                                 | Étiquette                | Qualité |
| ---------------------------------------- | ---------------- | ---------------------------------------- | ------------------------ | --- |
| 1833                                     | 1839             | Jean Étienne Soullard (1787-1860)        |                          | Propriétaire à Chaillé-les-Marais                                                                           |
| 1839                                     | 1865 (décès)     | Jean-Pierre Auger (1802-1865)            |                          | Notaire à Champagné-les-Marais                                                                              |
|                                          |                  |                                          |                          | |
| 1898                                     |                  | Émile Guinaudeau                         | Républicain              | Maire de Moreilles, Président du comice agricole de l'arrondissement de Fontenay-le-Comte                   |
|                                          |                  |                                          |                          | |
|                                          | 1922             | Optat Gautron (1877-1939)                | Républicain progressiste | Représentant, conseiller municipal de L'Île-d'Elle                                                          |
| 1922                                     |                  | Louis Auguste Jérémie Albert (1860-1950) | PR                       | Employé de commerce puis huissier, maire de Chaillé-les-Marais (1908-1945)                                  |
|                                          |                  |                                          |                          | |
| ?                                        | 1938 (démission) | Auguste Rousseau                         | PR                       | Marchand de bestiaux, conseiller municipal de Chaillé-les-Marais                                            |
| 15 mai 1938                              | 1940             | Ludovic Girardeau                        | PR                       | Instituteur à La Roche-sur-Yon                                                                              |
| 1940                                     |                  |                                          |                          | Les conseils d'arrondissement ont été suspendus par la loi du 12 octobre 1940 et n'ont jamais été réactivés |
| Les données manquantes sont à compléter. |                  |                                          |                          | |

## Démographie
| 1806  | 1821  | 1831  | 1836  | 1841   | 1846   | 1851   | 1856   | 1861   |
| ----- | ----- | ----- | ----- | ------ | ------ | ------ | ------ | ------ |
| 7 291 | 8 744 | 9 345 | 9 783 | 10 195 | 10 489 | 10 586 | 10 842 | 11 000 |

| 1866   | 1872   | 1876   | 1881   | 1886   | 1891   | 1896   | 1901  | 1906  |
| ------ | ------ | ------ | ------ | ------ | ------ | ------ | ----- | ----- |
| 10 917 | 10 716 | 10 655 | 10 765 | 10 496 | 10 453 | 10 307 | 9 972 | 9 887 |

| 1911  | 1921  | 1926  | 1931  | 1936  | 1946  | 1954  | 1962  | 1968  |
| ----- | ----- | ----- | ----- | ----- | ----- | ----- | ----- | ----- |
| 9 525 | 8 248 | 8 030 | 7 687 | 7 538 | 7 283 | 7 235 | 7 116 | 6 756 |

| 1975  | 1982  | 1990  | 1999  | 2006  | 2011  | - | - | - |
| ----- | ----- | ----- | ----- | ----- | ----- | - | - | - |
| 6 189 | 6 594 | 6 853 | 7 171 | 8 055 | 8 802 | - | - | - |